# Fabian Barański
Fabian Barański (ur. 27 maja 1999 we Włocławku) – polski wioślarz, mistrz świata (2022), mistrz Europy (2019, 2023), olimpijczyk z Tokio (2021) i z Paryża 2024. Reprezentant klubu WTW Włocławek.

## Kariera sportowa
W 2018 roku wywalczył brązowy medal młodzieżowych mistrzostw świata i srebrny medal młodzieżowych mistrzostw Europy w dwójce podwójnej (w obu startach z Mateuszem Świętkiem). Następnego roku został mistrzem Europy seniorów w dwójce podwójnej (z Mirosławem Ziętarskim) i wicemistrzem świata w czwórce podwójnej (z Dominikiem Czają, Szymonem Pośnikiem i Wiktorem Chabelem).

### Wyniki
| Rok  | Zawody                      | Miejsce    | Konkurencja      | Czas              | Pozycja     |
| ---- | --------------------------- | ---------- | ---------------- | ----------------- | ----------- |
| 2016 | Mistrzostwa Europy Juniorów | Troki      | Jedynka          | Finał B: 7:19,29  | 9. miejsce  |
| 2016 | Mistrzostwa Świata Juniorów | Rotterdam  | Jedynka          | Finał C: 8:27,29  | 17. miejsce |
| 2017 | Mistrzostwa Europy Juniorów | Krefeld    | Jedynka          | Finał A: 7:24,45  | 3. miejsce  |
| 2017 | Mistrzostwa Świata Juniorów | Troki      | Jedynka          | Finał B: 7:31,43  | 9. miejsce  |
| 2018 | Mistrzostwa Europy U23      | Brześć     | Dwójka podwójna  | Finał A: 6:14,72  | 2. miejsce  |
| 2018 | Mistrzostwa Świata U23      | Poznań     | Dwójka podwójna  | Finał A: 6:14,53  | 3. miejsce  |
| 2019 | Mistrzostwa Europy          | Lucerna    | Dwójka podwójna  | Finał A: 6:13,51  | 1. miejsce  |
| 2019 | Mistrzostwa Świata          | Ottensheim | Czwórka podwójna | Finał A: 5:55,59  | 2. miejsce  |
| 2021 | Mistrzostwa Europy          | Varese     | Czwórka podwójna | Finał A: 5:46,18  | 4. miejsce  |
| 2021 | Igrzyska Olimpijskie        | Tokio      | Czwórka podwójna | Finał A: 5:34,27  | 4. miejsce  |
| 2022 | Mistrzostwa Europy          | Monachium  | Czwórka podwójna | Finał A: 6:07,85  | 2. miejsce  |
| 2022 | Mistrzostwa Świata          | Racice     | Czwórka podwójna | Finał A: 5:40,08  | 1. miejsce  |
| 2023 | Mistrzostwa Europy          | Bled       | Czwórka podwójna | Finał A: 5:40,24  | 1. miejsce  |
| 2023 | Mistrzostwa Świata          | Belgrad    | Czwórka podwójna | Finał A: 5:55,02  | 3. miejsce  |
| 2024 | Mistrzostwa Europy          | Szeged     | Czwórka podwójna | Finał A: 6:05,33  | 3. miejsce  |
| 2024 | Igrzyska Olimpijskie        | Paryż      | Czwórka podwójna | Finał A: 05:44,59 | 3. miejsce  |

## Odznaczenia
- Złoty Krzyż Zasługi (2024)[4]
- Brązowy Medal „Za zasługi dla obronności kraju” (2024)[5]